# Front Side Bus

Typické rozvržení čipové sady.

Front Side Bus (FSB) nebo System Bus je fyzická obousměrná datová sběrnice, která přenáší veškeré informace mezi procesorem (CPU) a severním můstkem (northbridge).
Některé procesory mají L2 nebo L3 vyrovnávací paměti, které jsou k procesoru připojeny přes Back Side Bus. Tato sběrnice a vyrovnávací paměť se připojují rychleji než přístup do paměti přes FSB.
Maximální teoretická šířka pásma FSB sběrnice je určena z výsledku šířky frekvence a množství dat přenesených za časový úsek. Např.: 32bitová (4bytová) šířka pásma FSB sběrnice s frekvencí 100 MHz a čtyřcestným přenosem má maximální šířku pásma 1 600 MB/s. Množství dat přenesených za časový úsek je závislé na použité technologii - GTL+ nabízí dvoucestný přenos, EV6 čtyřcestný přenos a AGTL+ osmicestný.

## Minulost a současnost
Front side bus byla součástí počítačové architektury od doby, kdy se začalo využívat více paměti, než mohl procesor rozumně využít.
Nejmodernější FSB sběrnice slouží jako páteř mezi procesorem a čipsetem. Čipset (obvykle kombinace dvou čipů – tzv. severní můstek a tzv. jižní můstek) je spojovacím bodem pro všechny ostatní sběrnice v systému. PCI, AGP a paměťové sběrnice jsou všechny připojeny na čipset a zpřístupňují data procházející mezi připojenými zařízeními.
Tyto druhotné systémové sběrnice pracují na rychlostech odvozených od rychlosti FSB sběrnice. Zatímco rychlejší procesor muže vykonávat jednotlivé instrukce rychleji. Je zbytečné, když nemůže načíst instrukce a data tak rychle, jako je může vykonat. Stane se, že procesor musí čekat (nedělá nic, jeden nebo více cyklů, dokud paměť nevrátí hodnotu). Rychlý procesor má zpožděný přístup, když je nutné připojení ostatních zařízení do FSB. Pomalá FSB může zpomalovat rychlý procesor.
Název Front side bus tak, jak je tradičně znám, možná zmizí. Originálním názvem je Central connecting point for all system devices and the CPU (centrální připojovací bod pro všechna systémová zařízení a procesor). Nicméně nedávná léta byla zlomová pro rostoucí užívání jednotlivých point-to-point sběrnic.

## Komponenty související s rychlostí

### Procesor
Frekvence, se kterou procesor (CPU) pracuje, je určena použitím hodin násobících rychlost FSB. Například procesor běžící na frekvenci 550 MHz používá 100 MHz FSB sběrnici. To znamená, že interní násobič (Multiplier – hodnota, která procesoru říká, na jaké frekvenci má pracovat), je nastaven na 5,5. Procesor je nastaven na frekvenci 5,5krát vyšší, než je frekvence FSB: 100 MHz × 5,5 = 550 MHz. Proměnnou může být rychlost FSB nebo násobiče. Proto může být dosaženo rozdílných rychlostí CPU.
Rychlost (frekvence) je vyjadřována obvykle pracovní frekvencí (někdy se uvádí přímý takt sběrnice, někdy zase dvojnásobná rychlost přenosu dat). U procesorů společnosti AMD se můžeme setkat s frekvencemi FSB 100 MHz, 133 MHz, 166 MHz a 200 MHz (datově: 200 MHz, 266 MHz, 333 MHz a 400 MHz). U procesorů firmy Intel se datová rychlost násobí čtyřikrát (133 MHz × 4 = 533 MHz FSB).

### Paměť
Nastavení rychlosti FSB přímo souvisí s rychlostním stupněm, kterou využívá paměť. Paměťová sběrnice spojuje severní můstek a RAM, stejně jako FSB spojuje CPU a severní můstek. Často tyto dvě sběrnice pracují na stejné frekvenci. Zvýšení FSB na 170 MHz znamená také běh paměti na 170 MHz, a to ve většině případů.
V novějších systémech je možné vidět paměť procentuálně, kupř. „4:5“. Paměť poběží 5/4krát rychle, jako FSB v této situaci. Znamená to, že frekvence sběrnice bude 133 MHz a paměti 166 MHz. Toto je často uváděno jako asynchronní systém. Je důležité si uvědomit, že zásluhou rozdílů v procesorové a systémové architektuře se celkový výkon systému může měnit neočekávaným způsobem, v závislosti na procentuálním rozdělení mezi FSB a pamětí.
Stran obrázků, audia, videa, her a vědeckých aplikací, kde je veliká skupina dat, se rychlost FSB se stává významnou výkonovou záležitostí. Pomalá FSB bude příčinou časové prodlevy pro příchod dat do procesoru.

### Sběrnice periferií
Podobně jako paměťová sběrnice, PCI a AGP sběrnice mohou také pracovat asynchronně od FSB. Ve starších systémech tyto sběrnice pracovaly se zlomkem frekvence FSB sběrnice. Tento zlomek byl nastaven v BIOSu. V novějších systémech PCI, AGP a PCI Express sběrnice často přijímají svůj vlastní hodinový signál, který odstraňuje jejich závislost na FSB.

### Přetaktování

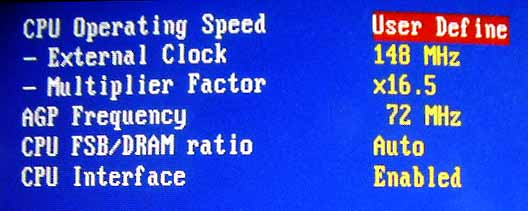
Změna hodnoty FSB a násobiče v BIOSu u procesoru AMD Athlon XP

Přetaktování (anglicky overclocking) je proces nutící počítačové součásti pracovat na vyšším kmitočtu, než jaký byl určen výrobcem. Mnoho základních desek dovoluje uživatelům ručně nastavit násobič a FSB v BIOSu. Mnoho procesorů výrobci „uzamknou“ a přednastaví násobič v čipu. Například některé Athlony mohou být odemknuty elektrickým signálem na druhé straně plochy procesoru. Pro všechny procesory, rostoucí rychlost FSB muže být podporována rychlostí zpracování.
Vytlačování součástí mimo jejich specifikaci a určit příčinu nevyzpytatelného chování přehřívání nebo předčasného selhání. Dokonce, když počítač běží normálně, pod velkým zatížením, se mohou objevit problémy. Například během nastavování Windows můžete přijímat soubor chyb nebo prodělat jiné problémy. Většina počítačů zakoupených u maloobchodníků nebo výrobců jako Hewlett-Packard nebo Dell neumožňují uživateli měnit nastavení násobiče ani FSB zásluhou pravděpodobnosti z nevyzpytatelnosti nebo selhání. Základní desky koupené odděleně pro sestavení počítače většinou umožňují uživateli nastavovat násobič i FSB v BIOSu.
Poslední trendy ukazují na zvýšený zájem uživatelů o přetaktování, na což reagují i výrobci kupříkladu grafických karet. V mnohých baleních prodávaných karet se
nacházejí ovladače (software pro daný produkt) obsahující jednoduchou utilitu (malý program), která umožňuje základní přetaktování vzpomínané grafické karty (navýšením frekvence vnitřního CPU a frekvence vnitřních pamětí RAM grafické karty). Všichni výrobci však varují před možným poškozením hardwaru a ztrátou záruky.